# Conomitra
Conomitra là một chi ốc biển, là động vật thân mềm chân bụng sống ở biển trong họ Volutomitridae.

## Các loài
Các loài trong chi Conomitra gồm có:
- Conomitra carribeana Weinsbord, 1929[2]
- Conomitra leonardhilli Petuch, 1987[3]
- Conomitra lindae Petuch, 1987[4]